# Visconde da Vargem da Ordem
Visconde da Vargem da Ordem é um título nobiliárquico criado por D. Luís I de Portugal, por Decreto de 23 de Janeiro de 1863, em favor de Gaspar Pessoa Tavares de Amorim da Vargem, antes 1.º Barão da Vargem da Ordem.
Titulares
1. Gaspar Pessoa Tavares de Amorim da Vargem, 1.º Barão e 1.º Visconde da Vargem da Ordem.